# Кануан
Кануан (англ. Canouan) — небольшой остров в центральной части архипелага Гренадины в 50 км к югу от острова Сент-Винсент. В 1979 году Кануан вошёл в независимое государство Сент-Винсента и Гренадин в рамках Британского Содружества. Единственный населённый пункт — Чарлстаун.

## История
Некоторое время до 200 г. до н. э. культурное племя под названием араваки достигло острова на каноэ. Эти новые жители принесли с собой растения, животных и основные навыки ведения сельского хозяйства и рыболовства. Они жили там 1500 лет, пока на остров не вторглись
карибы.
Спустя более 200 лет после того, как Колумб увидел Сент-Винсент, европейцы основали здесь своего рода постоянное поселение. Гористая и покрытая густыми лесами география острова позволила карибам защищаться от европейского натиска здесь дольше, чем на других островах в Карибском море.
Смешанные потомки островных воинов и освобожденных африканцев, которые стали известны как гарифуна, испытывали общее недоверие и отвращение к европейцам и оказались грозным противником. Карибы опасались полного господства, поэтому в 1719 году они позволили французам построить на острове поселение. Французы привозили рабов для работы на своих плантациях. К 1748 году Второй Ахенский мир официально объявил Сент-Винсент и окружающие его острова нейтральным островом, не контролируемым ни Великобританией, ни Францией. Однако две страны продолжали оспаривать контроль над островами, пока они не были окончательно переданы британцам в 1814 году.
В 1951 году в Сент-Винсенте и Гренадинах было введено всеобщее избирательное право для взрослых, а в 1979 году оно стало независимым государством в рамках Британского Содружества с демократическим правительством, основанным на британской системе.

## География
Остров имеет серповидную форму, его площадь 7,60 км². Барьерный коралловый риф огибает практически всё атлантическое побережье острова. Высшая точка — гора Махо (300 м).

### Климат
Климат тропический, пассатный, влажный. Температура воздуха колеблется в течение года от +18 °C до +32 °C. Самый холодный период — с ноября по февраль. Дождливый сезон длится с июля по ноябрь. При этом дожди могут продолжаться круглосуточно. На острове Сент-Винсент часты сильные ураганы. Самыми жаркими месяцами считаются июль и август, средняя ежедневная температура которых поднимается до отметки +32 °C, а ночная достигает +27 °C. Годовая норма осадков составляет от 1500 до 3700 мм. Самые дождливые месяцы — с сентября по ноябрь, во время которых отмечается восемь дождливых дней в месяц. Самым сухим считается время с февраля по апрель, когда количество дождливых дней достигает трёх в месяц.

## Транспорт
Имеется аэропорт. Авиасообщение с Пуэрто-Рико (Сан-Хуан).

## Туризм
На нём развита туристическая инфраструктура, имеются многочисленные курортные комплексы, казино, гольф-клуб.

## Валюта
Восточнокарибский доллар (EC$), равный 100 центам.

## Виза
Виза не требуется. Въездные документы оформляются в порту или в местных органах власти по прибытии. Обязательно иметь действующий ещё не менее, чем 3 месяца, загранпаспорт и авиабилет.

## Таможня
Ввоз и вывоз национальной и иностранных валют не ограничен. К ввозу в страну запрещены оружие и наркотики, некоторые медикаменты и продукты питания. Запрещён вывоз без специального разрешения предметов и вещей, представляющих историческую и художественную ценность, особенно найденных на дне моря, редких видов кораллов и изделий из них.